# Национална библиотека Кореје
Национална библиотека Кореје (кореј. 국립중앙도서관) је највећа библиотека у Сеулу, Јужна Кореја. Ова библиотека представља обимно и чувано складиште националне литературе у физичком и електронском облику, која је систематички уређења и доступна свим грађанима.

## Историја
Национална библиотека Кореје основана је 15. октобра 1945. године у градској општини Сонг-донгу у Сеулу. Наредне године, 1. априла 1946. године, у овој библиотеци почињу прве обуке за професионалне библиотекаре. Библиотека се 2. децембра 1974. са старе локације сели на Намсан брдо. године. Августа 1782. године отварају своје прво информатичко одељење. Ова библиотека почиње да користи и ISSN стандарде. Седам година касније, 25. новембра 1997. године се покреће електронска библиотека, а 2. јула 2002. године почиње са коришћењем CIP система. Јуна 2006. године оснива се и огранак Националне библиотеке за децу и младе испод 16 година са литературом приллагођеном за тај узраст.

## Објекат
Национална библиотека Кореје се састоји из четири објеката: главне зграде библиотеке, зграде Института за обуку библиотекара, зграде депозита и зграде са рачунарима за коришћење Дигитална библиотека Кореје|дигиталне библиотеке.

## Фонд библиотеке
Фонд ове библиотеке се обогаћује путем правила обавезног примерка који каже да једна или две копије корејских публикација морају бити достављене библиотеци у току од тридесет дана од њиховог издавања.
Од 29. фебруара 2016. године, библиотечки фонд Националне библиотеке Кореје садржи укупно 10.392.445 публикација.
- бр. домаћих публикација: 7.252.149
- бр. страних публикација 1.263.980
- бр. некњижких публикација: 1.599.725
- бр. класика светске књижевности: 276.591

Библиотека у свом фонду такође има и 48 старих и ретких књига, од којих оне најстарије датирају из 14. века нове ере. Ове књиге се сврставају у Национална блага Јужне Кореје која су под заштитом државе.

## Корејска национална библиографија
Корејска национална библиографија се објављује годишње и садржи информације о свим публикацијама издатим током протекле године. Први пут је објављена 1963. године.

## Пројекти библиотеке
Национална библиотека Кореје је укључена у дистрибуцију, управљање и коришћење информативних материјала у циљу побљшања ефективности библиотечких услуга. Покренути пројекти:
- Дистрибуција аутоматизације система корејске библиотеке (KOLAS)
- Информациони систем мрежа корејских библиотека (KOLIS-NET) пројекат
- Колаборативна онлајн знања и информациони сервис (Питајте библиотекара)[3]

## Галерија
- Главна зграда библиотеке
- Зграда дигиталне библиотеке
- Зграда дигиталне библиотеке
- Хонг Гил-донг ђон - ретка књига у фонду библиотеке